# Conus terebra
Espèce
Statut de conservation UICN

 LC  : Préoccupation mineure
Conus terebra est une espèce de mollusques gastéropodes marins de la famille des Conidae.
Comme toutes les espèces du genre Conus, ces escargots sont prédateurs et venimeux. Ils sont capables de « piquer » les humains et doivent donc être manipulés avec précaution, voire pas du tout.

## Description
La longueur de la coquille varie entre 43 mm et 100 mm. La coquille est striée sur toute sa surface. Sa couleur est jaunâtre pâle ou cendrée, indistinctement à deux bandes, souvent un peu teintée de violet à la base. L'ouverture est blanche ou légèrement violacée. 

## Distribution
Cette espèce marine est présente dans la Mer Rouge, dans l'Indo-Pacifique tropical et au large de l'Australie (Territoire du Nord, Queensland et Australie-Occidentale).

### Niveau de risque d’extinction de l’espèce
Selon l'analyse de l'UICN réalisée en 2011 pour la définition du niveau de risque d'extinction, cette espèce est présente dans la majeure partie de l'Indo-Pacifique tropical. Bien qu'elle soit peu commune dans toute son aire de répartition, il n'y a pas de menaces connues. Par conséquent, elle est classée dans la catégorie préoccupation mineure.

## Taxonomie

### Publication originale
L'espèce Conus terebra a été décrite pour la première fois en 1778 par le métallurgiste, minéralogiste, malacologiste et franc-maçon autrichien Ignaz von Born dans « Index rerum naturalium Musei Cæsarei Vindobonensis »,.

### Synonymes
- Conus (Virgiconus) terebra Born, 1778 · appellation alternative
- Conus coelebs Hinds, 1843 · non accepté
- Conus fusus Gmelin, 1791 · non accepté
- Conus terebellum Gmelin, 1791 · non accepté
- Conus thomasi G. B. Sowerby III, 1881 · non accepté
- Cucullus albeolus Röding, 1798 · non accepté
- Hermes terebra (Born, 1779) · non accepté
- Virgiconus terebra (Born, 1778) · non accepté